# Каркефу (кантон)
Каркефу (фр. Carquefou) — кантон во Франции, находится в регионе Пеи-де-ла-Луар, департамент Атлантическая Луара. Входит в состав округа Нант.

## История
В результате реформы 2015 года состав кантона не изменился.

## Состав кантона с 22 марта 2015 года
В состав кантона входят коммуны (население по данным Национального института статистики за 2019 г.):
- Каркефу (20 365 чел.)
- Мов-сюр-Луар (3 244 чел.)
- Сент-Люс-сюр-Луар (15 319 чел.)
- Туаре-сюр-Луар (10 482 чел.)

## Политика
На президентских выборах 2022 г. жители кантона отдали в 1-м туре Эмманюэлю Макрону 37,8 % голосов против 20,7 % у Жана-Люка Меланшона и 13,8 % у Марин Ле Пен; во 2-м туре в кантоне победил Макрон, получивший 75,8 % голосов. (2017 год. 1 тур: Эмманюэль Макрон – 34,5 %, Франсуа Фийон – 21,5 %, Жан-Люк Меланшон – 19,3 %, Марин Ле Пен – 9,9 %; 2 тур: Макрон – 83,3 %. 2012 год. 1 тур: Франсуа Олланд — 32,7  %, Николя Саркози — 27,5 %, Марин Ле Пен — 9,8 %; 2 тур: Олланд — 55,1 %).
С 2015 года кантон в Совете департамента Атлантическая Луара представляют мэр коммуны Каркефу Вероник Дюбетье-Гренье (Véronique Dubettier-Grenier) и бывший мэр коммуны Туаре-сюр-Луар Серж Мунье (Serge Mounier) (оба — Разные правые).
|                | Кандидаты                         | Партия                   | Первый тур | Первый тур     | Второй тур | Второй тур |
| Кол-во голосов | Кандидаты                         | Партия                   | % голосов  | Кол-во голосов | % голосов  |            |
| -------------- | --------------------------------- | ------------------------ | ---------- | -------------- | ---------- | ---------- |
|                | Вероник Дюбетье-Гренье Серж Мунье | Разные правые            | 4 576      | 37,98          | 7 010      | 54,99      |
|                | Катрин Корб Жан-Кристоф Лоэс      | Разные левые             | 4 206      | 34,91          | 5 737      | 45,01      |
|                | Осеан Зюба Максим Тебо            | Центристы                | 1 221      | 10,13          |            |            |
|                | Тьерри Летюрк Гаэль Масьо         | Национальное объединение | 1 055      | 8,76           |            |            |
|                | Патрик Вриньо Жеромин Да Пра      | Разные правые            | 991        | 8,22           |            |            |

|                | Кандидаты                         | Партия             | Первый тур | Первый тур     | Второй тур | Второй тур |
| Кол-во голосов | Кандидаты                         | Партия             | % голосов  | Кол-во голосов | % голосов  |            |
| -------------- | --------------------------------- | ------------------ | ---------- | -------------- | ---------- | ---------- |
|                | Вероник Дюбетье-Гренье Серж Мунье | Правый блок        | 7 542      | 44,92          | 9 267      | 58,50      |
|                | Эльза Режан-Паннюен Бернар Шено   | Левый блок         | 5 050      | 30,08          | 6 574      | 41,50      |
|                | Пьер Клу-Бурьер Алисия Тапон      | Национальный фронт | 2 452      | 14,61          |            |            |
|                | Иоланда Дреано Патрик Котрель     | Разные левые       | 1 744      | 10,39          |            |            |